# Canton d'Aureilhan
Le canton d'Aureilhan est un canton français située dans le département des Hautes-Pyrénées et la région Occitanie.

## Histoire
Le canton a été créé par décret du 23 juillet 1973 réorganisant les cantons de Tarbes-Nord et Tarbes-Sud.
Il a été réduit une première fois par le décret du 20 janvier 1982 créant le canton de Bordères-sur-l'Échez.
Par décret du 25 février 2014, le nombre de cantons du département est divisé par deux, avec mise en application aux élections départementales de mars 2015. Le canton d'Aureilhan est conservé et est à nouveau réduit. Il passe de 4 à 3 communes.

## Représentation

### Conseillers généraux de 1973 à 2015
| Période | Période           | Identité                        | Étiquette | Qualité                                                           |
| ------- | ----------------- | ------------------------------- | --------- | ----------------------------------------------------------------- |
| 1973    | 1985              | Roger Paul                      | PCF       | Employé SNCF Maire de Bordères-sur-l'Échez (1983-1989)            |
| 1985    | 1992              | Pierre-Henri Lacaze (1923-2016) | PS        | Instituteur, puis professeur (PEGC) Maire d'Aureilhan (1957-1994) |
| 1992    | 1993 (annulation) | Jean-Marie Simonnet             | RPR       | Parachutiste puis chef d'entreprise                               |
| 1993    | 1998              | Pierre-Henri Lacaze (1923-2016) | PS        | Instituteur, puis professeur (PEGC) Maire d'Aureilhan (1957-1994) |
| 1998    | 2011              | Pierre Dussert                  | PS        | Maire d'Aureilhan (1994-2008) Vice-Président du Conseil Général   |
| 2011    | 2015              | Jean Glavany                    | PS        | Préfet Député depuis 1993 Ministre (1992-1993 et 1998-2002)       |

### Conseillers départementaux à partir de 2015
| Période élective | Période élective | Mandat | Mandat                   | Identité          | Nuance | Nuance | Qualité |
| ---------------- | ---------------- | ------ | ------------------------ | ----------------- | ------ | ------ | --- |
| 2015             | 2021             | 2015   | 2021                     | Jean Glavany      |        | PS     | Préfet, avocat Député (1993-1998, 2002-2017) Ancien Ministre (1998-2002) Ancien conseiller général du Canton de Maubourguet (1992-2002) |
| 2015             | 2021             | 2015   | 2021                     | Geneviève Isson   |        | PS     | Retraitée de l'enseignement Maire de Séméac (2010-2019); Vice-Présidente du conseil départemental                                       |
| 2021             | 2028             | 2021   | en cours                 | Yannick Boubée    |        | PS     | Maire d'Aureilhan (2007-2023) |
| 2021             | 2028             | 2021   | juillet 2025 (démission) | Geneviève Isson   |        | PS     | Maire de Séméac (2010-2019) |
| 2021             | 2028             | 2025   | en cours                 | Marie-Paule Baron |        | PS     | Adjointe au maire de Soues |

### Résultats détaillés

#### Élections de mars 2015
À l'issue du 1er tour des élections départementales de 2015, trois binômes sont en ballottage : Jean Glavany et Geneviève Isson (PS, 38,38 %), Gilles Delasalle et Reine Padioleau (FN, 21,27 %) et Erick Barrouquere-Theil et Simone Gasquet (FG, 21,27 %). Le taux de participation est de 53,73 % (6 234 votants sur 11 602 inscrits) contre 54,65 % au niveau départemental et 50,17 % au niveau national.
Au second tour, Jean Glavany et Geneviève Isson (PS) sont élus avec 70,54 % des suffrages exprimés et un taux de participation de 53,87 % (3 886 voix pour 6 251 votants et 11 603 inscrits).

#### Élections de juin 2021
Le premier tour des élections départementales de 2021 est marqué par un très faible taux de participation (33,26 % au niveau national). Dans le canton d'Aureilhan, ce taux de participation est de 34,34 % (4 063 votants sur 11 832 inscrits) contre 39,47 % au niveau départemental. À l'issue de ce premier tour, deux binômes sont en ballottage : Yannick Boubée et Geneviève Isson (PS, 43,25 %) et Érick Barrouquere-Theil et Danièle Coronado (PCF, 16,76 %).
Le second tour des élections est marqué une nouvelle fois par une abstention massive équivalente au premier tour. Les taux de participation sont de 34,36 % au niveau national, 39,92 % dans le département et 33,49 % dans le canton d'Aureilhan. Yannick Boubée et Geneviève Isson (PS) sont élus avec 100 % des suffrages exprimés (3 018 voix pour 3 962 votants et 11 830 inscrits),,. 

## Composition

### Composition de 1974 à 1982
Lors de sa création, le canton regroupait 15 communes :
- Aureilhan
- Aurensan
- Bazet
- Bordères-sur-l'Échez
- Bours
- Chis
- Gayan
- Ibos
- Lagarde
- Orleix
- Oroix
- Oursbelille
- Pintac
- Sarniguet
- Tarasteix

### Composition de 1982 à 2015
Le canton comprenait quatre communes.
| Nom                   | Code Insee | Codepostal | Superficie (km2) | Population (dernière pop. légale) | Densité (hab./km2) |
| --------------------- | ---------- | ---------- | ---------------- | --------------------------------- | ------------------ |
| Aureilhan (chef-lieu) | 65047      | 65800      | 9,44             | 7 992 (2012)                      | 847                |
| Bours                 | 65108      | 65460      | 4,68             | 782 (2012)                        | 167                |
| Chis                  | 65146      | 65800      | 3,74             | 303 (2012)                        | 81                 |
| Orleix                | 65340      | 65800      | 8,28             | 1 967 (2012)                      | 238                |

### Depuis 2015
Le canton d'Aureilhan est désormais composé de trois communes.
| Nom                               | Code Insee | Intercommunalité           | Superficie (km2) | Population (dernière pop. légale) | Densité (hab./km2) | Modifier                                    |
| --------------------------------- | ---------- | -------------------------- | ---------------- | --------------------------------- | ------------------ | ------------------------------------------- |
| Aureilhan (bureau centralisateur) | 65047      | CA Tarbes-Lourdes-Pyrénées | 9,44             | 8 033 (2022)                      | 851                | modifier les données · modifier les données |
| Séméac                            | 65417      | CA Tarbes-Lourdes-Pyrénées | 6,29             | 5 202 (2022)                      | 827                | modifier les données · modifier les données |
| Soues                             | 65433      | CA Tarbes-Lourdes-Pyrénées | 3,90             | 3 000 (2022)                      | 769                | modifier les données · modifier les données |
| Canton d'Aureilhan                | 6501       |                            | 19,63            | 16 235 (2022)                     | 827                | modifier les données                        |

## Démographie

### Démographie avant 2015
| 1975  | 1982  | 1990  | 1999   | 2006   | 2011   | 2012   |
| ----- | ----- | ----- | ------ | ------ | ------ | ------ |
| 9 777 | 9 607 | 9 791 | 10 078 | 10 129 | 10 927 | 11 044 |

### Démographie depuis 2015
En 2022, le canton comptait 16 235 habitants, en évolution de +3,2 % par rapport à 2016 (Hautes-Pyrénées : +1,59 %, France hors Mayotte : +2,11 %).
| 2013   | 2018   | 2022   |
| ------ | ------ | ------ |
| 15 705 | 15 924 | 16 235 |